# Пергуза
Пергуза (итал. Lago Pergusa) — озеро на острове Сицилия в провинции Энна. С 1995 года входит в состав национального заповедника.
Это озеро с солоноватой водой расположено в центре острова, в нескольких километрах от Энны. Озеро имеет тектоническое происхождение. К концу XX века, из-за жаркого климата и антропогенного воздействия его состояние сильно ухудшилось. В настоящее время озеро имеет площадь 1,8 км², максимальная глубина 3,50 м. Водосборный бассейн имеет площадь около 12 квадратных километров.
Имеет большое значение для перелётных птиц.